# Breath of Fire III
Breath of Fire III (яп. ブレスオブファイアIII Бурэсуобуфайа III) — японская ролевая игра, разработанная и выпущенная компанией Capcom для приставки PlayStation в 1997 году. Это третья по счёту часть серии Breath of Fire и первая игра в серии, в которой используется трёхмерная графика. В 2005 году игра была переиздана для портативной консоли PlayStation Portable.
Действие игры происходит в вымышленном фэнтезийном мире, где рядом с людьми существуют разнообразные фантастические существа. Сюжет строится вокруг приключений Рю, одного из последних драконов в человеческом облике; Рю — сначала ребёнок, потом взрослый мужчина — странствует по миру, стремясь раскрыть загадку исчезновения своего племени и воссоединиться со своей потерянной приёмной семьёй. По сравнению с предыдущими играми, Breath of Fire III содержит переработанную боевую систему и большое количество интерактивных предметов, с которыми игрок может взаимодействовать; её также выделяет среди других игр необычное джазовое музыкальное сопровождение. Игра получила смешанные оценки критиков и скромные продажи, хотя в позднейших переизданиях и именовалась «классикой PlayStation».

## Сюжет
Средневековый мир Breath of Fire III переживает промышленную революцию благодаря «хризму» (англ. chrysm) — ценному ископаемому, представляющему собой останки древних драконов. В прошлом в этом мире существовала более развитая цивилизация, оставившая после себя огромные сооружения и удивительные машины. В начале игры добывающие хризм шахтёры обнаруживают драконье яйцо, из которого вылупляется живое существо — главный герой Рю. Живущие в лесу воры Рей и Типо принимают маленького Рю к себе; трио совершает различные преступления, пока не ввязывается в конфликт с могущественным мафиозным синдикатом, которому служат наёмники Балио и Сандер — постоянные враги героев на протяжении игры. После исчезновения Рея и Типо Рю отправляется на их поиски, встречая нескольких новых друзей — среди них крылатая принцесса Нина, изобретатель Момо и звероподобный воин Гарр. Впоследствии выясняется, что Гарр принадлежит к народу Стражей, некогда истребивших почти всех драконов по воле богини Мирии — это делает Рю и Гарра кровными врагами. Рю удаётся одолеть Гарра в битве и бежать от него.
Действие переносится на несколько лет вперёд, когда Гарр вновь сталкивается с Рю — уже взрослым; они вновь собирают своих старых спутников, в том числе и Рея, и отправляются на поиски богини Мирии. Они сталкиваются с повзрослевшим Типо — как выясняется, также драконом в человеческом облике, сородичем Рю; и, наконец, с самой богиней Мирией. Мирия признаёт, что уничтожила племя драконов и лишила человечество развитых технологий ради общего блага, чтобы не дать людям уничтожить самих себя. Она делает Рю то же предложение, что и Типо: остаться у Мирии в добровольном заключении, чтобы его разрушительные силы не могли никому угрожать. По выбору игрока Рю может согласиться на это предложение или вступить с ней в бой и разрушить крепость Мирии, предоставив человечество его собственной судьбе.

## Отзывы
| Сводный рейтинг    | Сводный рейтинг    | Сводный рейтинг |
| Издание            | Оценка             | Оценка          |
| Издание            | PS                 | PSP             |
| ------------------ | ------------------ | --------------- |
| GameRankings       | 73,75 %            | 71 %            |
| Иноязычные издания |                    |                 |
| Издание            | Оценка             | Оценка          |
| Издание            | PS                 | PSP             |
| CVG                | [ 4 ]              |                 |
| EGM                | 32,5 / 40          |                 |
| Eurogamer          |                    | 6 / 10          |
| Famitsu            | 28 / 40            | 29 / 40         |
| Game Informer      | 8,5 / 10 8,75 / 10 |                 |
| GamePro            | 4 / 5 5 / 5        |                 |
| GameSpot           | 6,9 / 10           |                 |
| IGN                | 7,5 / 10           |                 |
| Play (UK)          |                    | 8,2 / 10        |

Игра получила смешанные оценки критиков. Обозреватель британского журнала Computer and Video Games Стивен Ки выставил игре максимальную оценку, сравнив её с Final Fantasy VII и охарактеризовав как невероятно увлекательную игру, способную удержать игроков у экрана на многие часы. Джо Филдер в рецензии для Gamespot отозвался о Breath of Fire III более сдержанно, посчитав её чрезвычайно консервативной игрой; он отметил небольшие инновации в виде мини-игры с рыбалкой, возможности осматривать различные игровые предметы или систему развития главного героя с помощью «генов дракона», однако раскритиковал затянутость многих сцен, чрезмерно частые случайные бои и медленную прокачку, требующую от игрока тратить много времени, чтобы увеличить характеристики персонажей. Обозреватель IGN Франсеска Рейс отметила, что игра не предлагает игроку ничего нового с точки зрения сюжета, но Breath of Fire III все же способна удивить игрока различными мелкими и причудливыми деталями.
Версия игры для PlayStation Portable получила посредственные отзывы. Саймон Паркин в обзоре для сайта Eurogamer посчитал сюжет игры клишированным, несмотря на многообещающее начало; особое раздражение у него вызвали продолжительные загрузки между сценами и локациями — «возмутительные, анахронические, разрушающие игру». Переработанная онлайновая мини-игра с рыбалкой и галерея изображений, добавленные в версию игры для PSP, были сочтены слишком мелкими и ни на что не влияющими добавлениями.